# Almska skolan

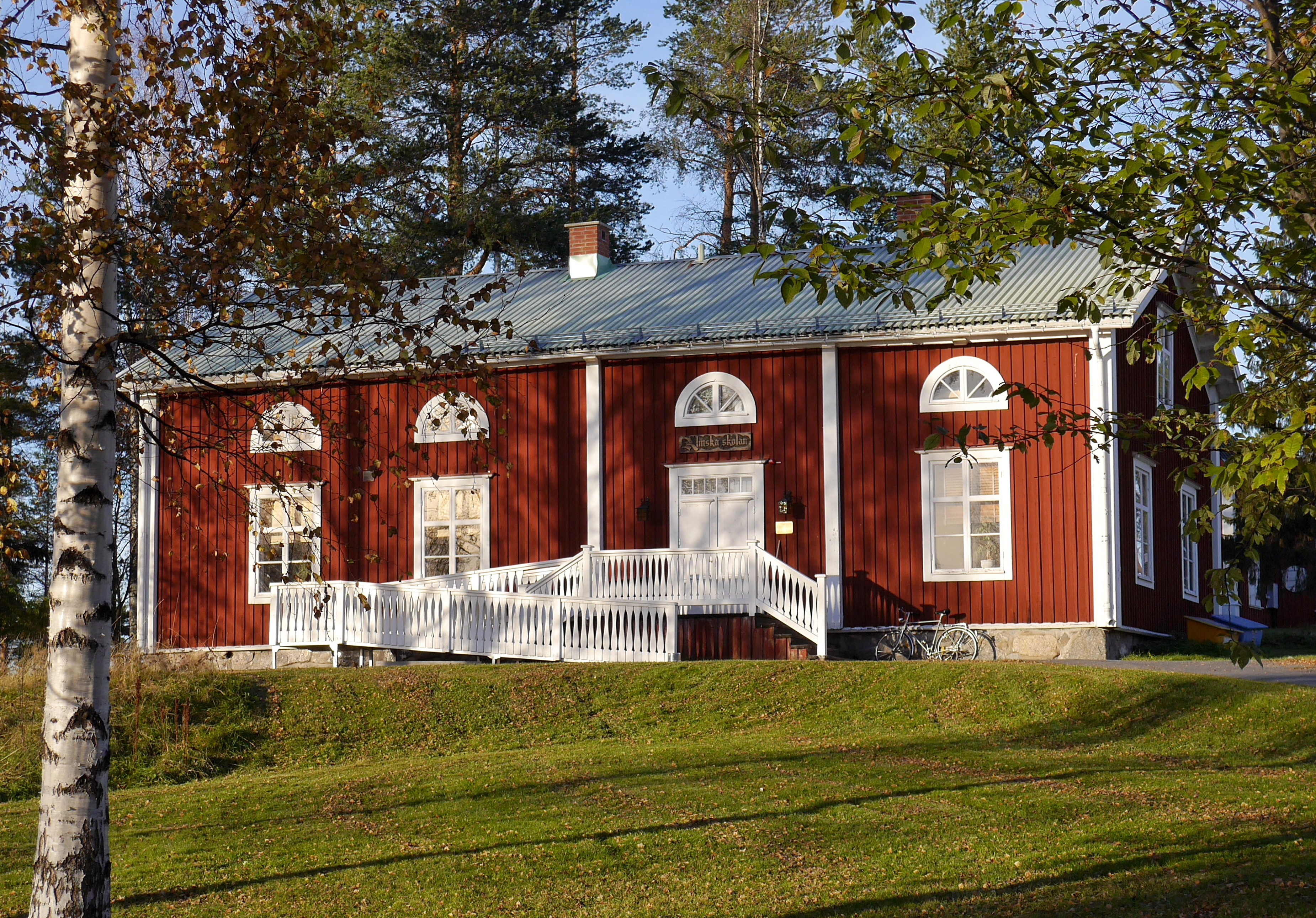
Almska skolan, Boden 2015

Almska skolan från 1848 är Bodens första skola och namnet är förknippat med en av de första lärarna i Boden, Nils Oskar Alm.
Skolverksamhet bedrevs på bottenvåningen och lärarbostad fanns på den övre våningen.
Skolan är numera restaurerad och används för konferenser.